# 프세우도무리엘라속
프세우도무리엘라속(Pseudomuriella)은 녹조강 스파이로플레아목에 속하는 녹조류 속의 하나이다. 프세우도무리엘라과(Pseudomuriellaceae)의 유일속으로 4종으로 이루어져 있다.

## 하위 종
- P. aurantiaca
- P. cubensis
- P. engadinensis
- P. schumacherensis